# Pont de la Tamina
Pour les articles homonymes, voir Tamina (homonymie).
Le pont de la Tamina (en allemand Taminabrücke) est un pont routier en arc reliant Pfäfers à Valens dans le canton de Saint-Gall en Suisse. Franchissant la Tamina, il est le plus long pont en arc de Suisse et l'un des plus longs en Europe. Il est construit en béton armé en utilisant la méthode de l'encorbellement avec haubanage provisoire entre 2013 et 2016. Il a été inauguré festivement du 9 au 11 juin 2017 avant d'être ouvert à la circulation le 22.